# Cactus (Texas)
Cactus é uma cidade localizada no estado norte-americano de Texas, no Condado de Moore.

## Demografia
Segundo o censo norte-americano de 2000, a sua população era de 2538 habitantes. 
Em 2006, foi estimada uma população de 2662, um aumento de 124 (4.9%).

## Geografia
De acordo com o United States Census Bureau tem uma área de 
5,3 km², dos quais 5,3 km² cobertos por terra e 0,0 km² cobertos por água.

## Localidades na vizinhança
O diagrama seguinte representa as localidades num raio de 40 km ao redor de Cactus. 